# Die Schmetterlingsschlacht (Theaterstück)
Die Schmetterlingsschlacht ist eine Komödie in vier Akten von Hermann Sudermann. Sie wurde 1894 uraufgeführt und 1924 als Stummfilm sowie 1963 als Fernsehfilm adaptiert.

## Inhalt
Frau Hergentheim, die Witwe eines Beamten, hat drei Töchter im Alter von 16 bis 21 Jahren: die bereits verwitwete Else, Laura sowie Rosi. Mehr schlecht als recht verdienen sie ihren Lebensunterhalt mit dem Bemalen von Fächern mit Schmetterlingsmotiven, die sie über das Geschäftshaus des alten Winkelmann vertreiben. Ziel der Mutter ist es, zumindest eine der drei Töchter reich zu verheiraten.
Die Verheiratung Elses an Winkelmanns Sohn Max scheitert jedoch daran, dass sich die älteste Tochter heimlich mit dem windigen Handlungsreisenden Richard Keßler trifft. Ermöglicht werden diese Treffen durch die Botendienste von Rosi, die sich deswegen selbst schwere Vorwürfe macht und ihrerseits in Max verliebt ist. Rosis Reue trägt zur Aufklärung der heiklen Situation bei; ihrer Verbindung mit Max steht nun nichts mehr im Weg.